# كأس هولندا 2002–03
كأس هولندا 2002–03 (بالهولندية: KNVB beker 2002/03)‏ هو الموسم 85 من كأس هولندا. أشرف على تنظيمه الاتحاد الملكي الهولندي لكرة القدم، وكان عدد الأندية المشاركة فيه 86، وفاز فيه نادي أوترخت.